# Coppa Svizzera 1927-1928
La Coppa Svizzera 1927-1928 è stata la 3ª edizione della manifestazione calcistica. È iniziata il 5 settembre 1927 e si è conclusa il 25 marzo 1928. Questa edizione della coppa vide la prima vittoria del Servette.

## Regolamento
Turni ad eliminazione diretta in gara unica. In caso di paritá al termine dei tempi supplementari, la partita veniva ripetuta a campo invertito.

### Turno preliminare
| Squadra 1               | Risultato | Squadra 2          |
| ----------------------- | --------- | ------------------ |
| 4 settembre 1927        |           |                    |
| Concordia Basilea       | 7 - 3     | Vevey              |
| Horgen                  | 0 - 6     | Chiasso            |
| Rasenspiel Club Basilea | 0 - 1     | G.C.Luganesi       |
| Yverdon                 | 2 - 5     | Cantonal Neuchâtel |

### Trentaduesimi di finale
| Squadra 1                                       | Risultato | Squadra 2                |
| ----------------------------------------------- | --------- | ------------------------ |
| 2 ottobre 1927                                  |           |                          |
| Incontri tra squadre di Serie A                 |           |                          |
| Aarau                                           | 5 - 2     | Losanna                  |
| Basilea                                         | 0 - 1     | Young Fellows            |
| Bienne                                          | 1 - 3     | Servette                 |
| Blue Stars Zurigo                               | 5 - 4     | Lugano                   |
| Grenchen                                        | 3 - 1     | Urania Ginevra           |
| Young Boys                                      | 9 - 1     | Étoile-Sporting          |
| Zurigo                                          | 3 - 2     | Nordstern                |
| Incontri tra squadre di Serie A e di Promozione |           |                          |
| Berna                                           | 13 - 1    | Biberist                 |
| Brühl                                           | 6 - 2     | Seebach                  |
| Chiasso                                         | 6 - 0     | Höngg                    |
| Concordia Basilea                               | 12 - 0    | Bellinzona               |
| Friburgo                                        | 3 - 2     | C.A.Amical Ginevra       |
| Grasshoppers                                    | 17 - 0    | Arbon                    |
| Monthey                                         | 1 - 2     | Étoile Carouge           |
| Olten                                           | 2 - 0     | Cantonal Neuchâtel       |
| Racing Losanna                                  | 2 - 3     | La Chaux-de-Fonds        |
| Red Star Zurigo                                 | 1 - 4     | Old Boys Basilea         |
| Stade Nyonnais                                  | 0 - 4     | Soletta                  |
| Veltheim                                        | 0 - 3     | San Gallo                |
| Winterthur                                      | 6 - 0     | Baden                    |
| Incontri tra squadre di Serie B                 |           |                          |
| Birsfelden                                      | 4 - 0     | La Neuveville            |
| Bülach                                          | 4 - 2     | Langenthal               |
| Reconvilier                                     | 4 - 5     | Zähringia Berna          |
| Incontri tra squadre di Serie B e di Promozione |           |                          |
| Concordia Yverdon                               | 1 - 2     | Minerva Berna            |
| Liestal                                         | 5 - 1     | Töss                     |
| Sion                                            | 0 - 9     | Black Stars Basilea      |
| Sparta Sciaffusa                                | 4 - 1     | Adliswil                 |
| G.C.Luganesi                                    | 2 - 3     | Lucerna                  |
| Incontri tra squadre di Promozione              |           |                          |
| Couvet                                          | 1 - 2     | Viktoria Berna           |
| Frauenfeld                                      | 1 - 2     | Winterthurer Sportverein |
| Stade Lausanne                                  | 2 - 1     | Renens                   |
| Madretsch                                       | 5 - 0     | Forward Morges           |

### Sedicesimi di finale
| Squadra 1         | Risultato | Squadra 2                |
| ----------------- | --------- | ------------------------ |
| 6 novembre 1927   |           |                          |
| Viktoria Berna    | 2 - 0     | Black Stars Basilea      |
| 13 novembre 1927  |           |                          |
| Berna             | 9 - 1     | Zähringia Berna          |
| Chiasso           | 5 - 1     | Blue Stars Zurigo        |
| Birsfelden        | 1 - 2     | San Gallo                |
| Brühl             | 1 - 2     | Liestal                  |
| Concordia Basilea | 0 - 2     | Young Fellows            |
| Étoile Carouge    | 3 - 1     | Olten                    |
| Friburgo          | 1 - 3     | Aarau                    |
| Grasshoppers      | 12 - 1    | Bülach                   |
| La Chaux-de-Fonds | 3 - 2     | Soletta                  |
| Minerva Berna     | 5 - 3     | Grenchen                 |
| Old Boys Basilea  | 2 - 1     | Winterthurer Sportverein |
| Servette          | 5 - 2     | Madretsch                |
| Sparta Sciaffusa  | 1 - 4     | Lucerna                  |
| Winterthur        | 1 - 3     | Zurigo                   |
| Young Boys        | 12 - 2    | Stade Lausanne           |

### Ottavi di finale
| Squadra 1         | Risultato      | Squadra 2        |
| ----------------- | -------------- | ---------------- |
| 4 dicembre 1927   |                |                  |
| Aarau             | 1 - 0          | Young Boys       |
| Berna             | 0 - 4          | Servette         |
| Grasshoppers      | 9 - 0          | Chiasso          |
| La Chaux-de-Fonds | 7 - 0          | Viktoria Berna   |
| Lucerna           | 1 - 2          | San Gallo        |
| Minerva Berna     | 0 - 4          | Étoile Carouge   |
| Zurigo            | 1 - 4          | Young Fellows    |
| Liestal           | 2 - 2 (d.t.s.) | Old Boys Basilea |
| Old Boys Basilea  | 3 - 0          | Liestal          |

### Quarti di finale
| Squadra 1         | Risultato | Squadra 2     |
| ----------------- | --------- | ------------- |
| 5 febbraio 1928   |           |               |
| Étoile Carouge    | 1 - 3     | Young Fellows |
| La Chaux-de-Fonds | 1 - 0     | Aarau         |
| Old Boys Basilea  | 0 - 7     | Grasshoppers  |
| San Gallo         | 1 - 3     | Servette      |

### Semifinali
| Squadra 1         | Risultato | Squadra 2     |
| ----------------- | --------- | ------------- |
| 4 marzo 1928      |           |               |
| Grasshoppers      | 3 - 1     | Young Fellows |
| La Chaux-de-Fonds | 0 - 2     | Servette      |

### Finale
| Arbitro: | Ruoff (Berna) |

|                                                                                                  |            | |
| Jäggi IV 12’, 36’ Passello 41’, 80’ Bailly 51’                                                   | Marcatori  | 36’ Xam Abegglen                                                                                                   |
| Berger Jaeggi III Bouvier Richard Pilcher Baltensberger Lüthy Jaeggi IV Passello Thurling Bally. | Formazioni | Pasche Weiler II de Weck de Lavallaz Neuenschwander Régamey Tschirren Locher Weiler I Xam Abegglen II Frankenfeldt |
| Teddy Duckworth                                                                                  | Allenatori | "Dori" Kürschner                                                                                                   |